# آرثر رادكليف دغمور
آرثر فوكس فينر رادكليف دغمور (1870–1955) عالم طبيعة أمريكي من مواليد ويلز، ومصور فوتوغرافي للحياة البرية ورسام وصانع مطبوعات ومؤلف. غيّر مجاله من «الصيد إلى تصوير طرائده على الورق واللوحات.»

## الحياة المبكرة
وُلد دوغمور في 25 ديسمبر 1870، في بودالوغ بالقرب من قرية بيتز واي كود بويلز، وهو الابن الثاني لوالده النقيب فرانسيس سانديس دوغمور، ولوالدته إميلي إيفلين، ابنة ويليام بروغهام، بارون بروغهام وفو الثاني. خدم والده في سلاح البنادق الخاصة بالملكة في كندا قبل ولادته، ثم في الفوج الرابع والستين من قوات المشاة. تلقى دغمور تعليمه في كلية إليزابيث، غيرنزي، ولاحقًا في قاضي كوي وبورنوفا (في تركيا الحالية). درس الرسم في معهد الفنون الجميلة في نابولي، وسافر إلى أمريكا عام 1889. تزوج هنريتا لويز واتكينز، في عام 1901، وأنجب منها ثلاثة أطفال.
انتُخب لعضوية نادي الكاميرا في نيويورك عام 1902 وقدم أعماله في معارضهم. استحوذ تصوير دغمور في عام 1902، على انتباه ألفريد ستيغليتز،ألفريد ستيغليتزألفريد ستيغليتز الشخصية الأبرز في التصوير الفوتوغرافي الأمريكي في ذلك الوقت، الذي نشر مقالة دغمور، في العدد الأول من دورية التصوير الفصلية خاصته كاميرا ورك، بعنوان «الإضاءة الفعالة في تصوير الطيور» ونشر حفره الضوئي لطيور صغيرة على فرع كرسم توضيحي. أوضح ستيغليتز أنه اختار صورة دغمور لتدليلها على أنه «حتى الموضوعات العلمية يمكن منحها قيمة تصويرية من غير إلمام بقيمتها العلمية.» عُرضت صوره في لندن عام 1903 في المعرض السنوي للجمعية الملكية للتصوير الفوتوغرافي. ضُمّن عمله، في عام 1905، في معرض لويس وكلارك المئوي الذي أقيم في بورتلاند بأوريغن. صمم دغمور غلافًا لمجلة كانتري لايف إن أميريكا ثلاث مرات في عام 1906 وفي عامي 1907 و1908، نُشرت سلسلته المكونة من ثلاثة عشر جزءًا بعنوان «المصور الهاوي» في المجلة. نُشرت مقالاته في كتاب أميريكان أنيوال أف فوتوغرافي في عامي 1909 و1911.
شارك دغمور، عالم الطبيعة والرياضي، في رحلات السفاري بغرض التصوير في نيوفندلاند عام 1907، وكينيا في 1909-1910 ثم نيوفندلاند مجددًا في عام 1913. قام دغمور وجيمس ليبت كلارك برحلة سفاري دغمور كلارك إلى إفريقيا في عام 1908، حيث التقط كلارك صورًا لمجلة كولييرز ويكلي. أنتج كلارك أول فيلم عن الحياة البرية الإفريقية في تلك الرحلة، وأحضر عينات للصيادين كثيودور روزفلت وللمتاحف الأمريكية. التحق بالجمعية الملكية للتصوير الفوتوغرافي عام 1912 وحصل على الزمالة عام 1913. نشر دغمور، في عام 1913، كتابه المصور، بعنوان مغامرات الكاميرا في البراري الإفريقية، وقد ألف الكتاب استنادًا إلى رحلة السفاري تلك، خاصة رحلته إلى كينيا. نشر في العام نفسه كتابه المصور، المبني على تجاربه في نيوفندلاند، بعنوان رومانسية حيوانات الرنة في نيوفندلاند. أوضح دغمور في هذا الكتاب أن أيل الرنة في نيوفندلاند «ربما يكون الأوسم بين بني جنسه، على الرغم من أنه ليس الأكبر ولا يمتلك أطول القرون. ليس مجرد مخلوق شديد الوسامة، ولكن حياته كذلك مثيرة للاهتمام على نحو غير اعتيادي».
كان دغمور متحدثًا في مؤتمر رابطة ولاية كونيتيكت لحقوق المرأة، في عام 1917، وتوقع أن تحصل النساء في إنجلترا قريبًا على حق التصويت على غرار الرجال.
ألقى خطابًا بعنوان «تصوير الحيوانات البرية» في عام 1923، في محطة إل أو تو الإذاعية بلندن، وهي الإذاعة السابقة لبي بي سي. نُشر نص الخطاب في العدد الأول من مجلة ذا راديو تايمز.
درس دغمور الرسم في معهد الفنون الجميلة في نابولي وفي أكاديمية التصميم في نيويورك. درس التاريخ الطبيعي دراسة علمية ليتمكن من تصوير الحياة البرية من خلال فنه. عرض لوحاته لأول مرة في عام 1914. اشتهر دغمور، بحلول عام 1931، بأفلام «أرض عجائب الطرائد الكبيرة» و«السودان الفسيح»، بالإضافة إلى كتبه العديدة عن الحيوانات البرية. أقامت شركة إم كنويدلر آند كومباني في شيكاغو، في عام 1931، معرضًا للوحات دغمور التي تضمنت دراسات عن حيوانات في كينيا وكندا ونيوفندلاند.
زار دغمور، في عام 1921، مع السير تشارلز روس، منطقة نغورونغورو المحمية في تنزانيا، حيث طُرحت أولى قوانين الصيد. زار روس المنطقة أثناء رحلاته عندما أُطلقت النار على العديد من حيوانات وحيد القرن والأسود وغيرها من الطرائد الكبيرة. تمكن من شراء مزرعة بالقرب من هناك بعد الحرب العالمية الأولى وبمجرد أن تملّك في تلك المنطقة، «اتخذ تدابير لتقليل الصيد وحماية الحيوانات، التي كان جلّها من الحيوانات المهاجرة».